# Accident
Ne pas confondre avec l'accident en solfège, aussi appelé altération accidentelle.
Pour les articles homonymes, voir Accident (homonymie).

Mortalité accidentelle (en nombre de morts par million de personnes et par pays en 2012 (d'après données OMS)
107-247
248-287
288-338
339-387
388-436
437-505
506-574
575-655
656-834
835-1,165

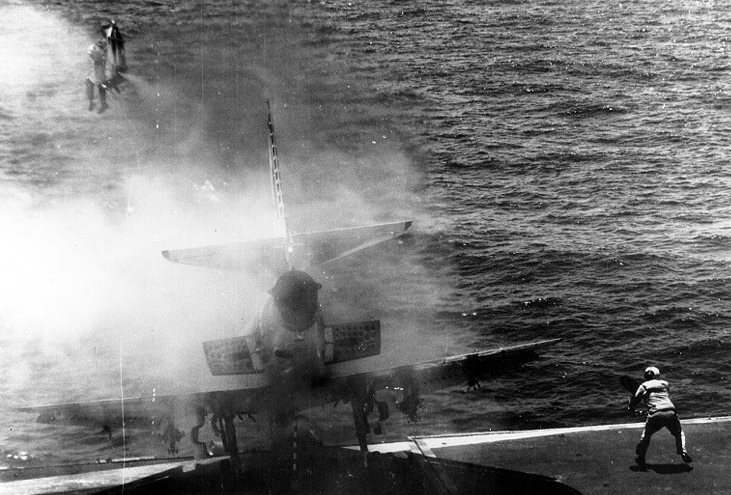
Accident (avec éjection) sur le pont d'un porte-avions de l'US Navy

Un accident est un événement, généralement non souhaité, aléatoire et fortuit, qui apparaît ponctuellement dans l'espace et dans le temps, à la suite d'une ou plusieurs causes, et qui entraîne des dommages vis-à-vis des personnes, des biens ou de l’environnement. Sa définition semble avoir évolué au XXe siècle : selon le grand Robert, la notion d'accident renvoie à « ce qui advient fortuitement, de façon imprévisible », alors que dans le langage courant on parle aussi d'accident pour des évènements statistiquement prévisibles (accidents de la route par exemple).
Un accident grave, avec blessure ou mort d'homme, ou ayant entraîné des dégâts matériels et/ou humains coûteux entraîne le plus souvent une recherche de responsabilité (civile et/ou pénale)
Un accident survient parce qu'il existe au moins un objet ou une activité présentant un danger, pour lequel les scénarios d'action ou de coexistence mis en œuvre présentent un risque insuffisamment maîtrisé. Les sciences du danger sont les cindyniques.
Des systèmes d'assurance visent à prémunir l'individu ou la société assurés contre certaines des conséquences économiques, sociales des accidents pouvant potentiellement survenir. La prévention et la précaution visent à diminuer l'exposition au risque d'accident.
En France, on parle aussi d'accident de la vie courante.

## Description

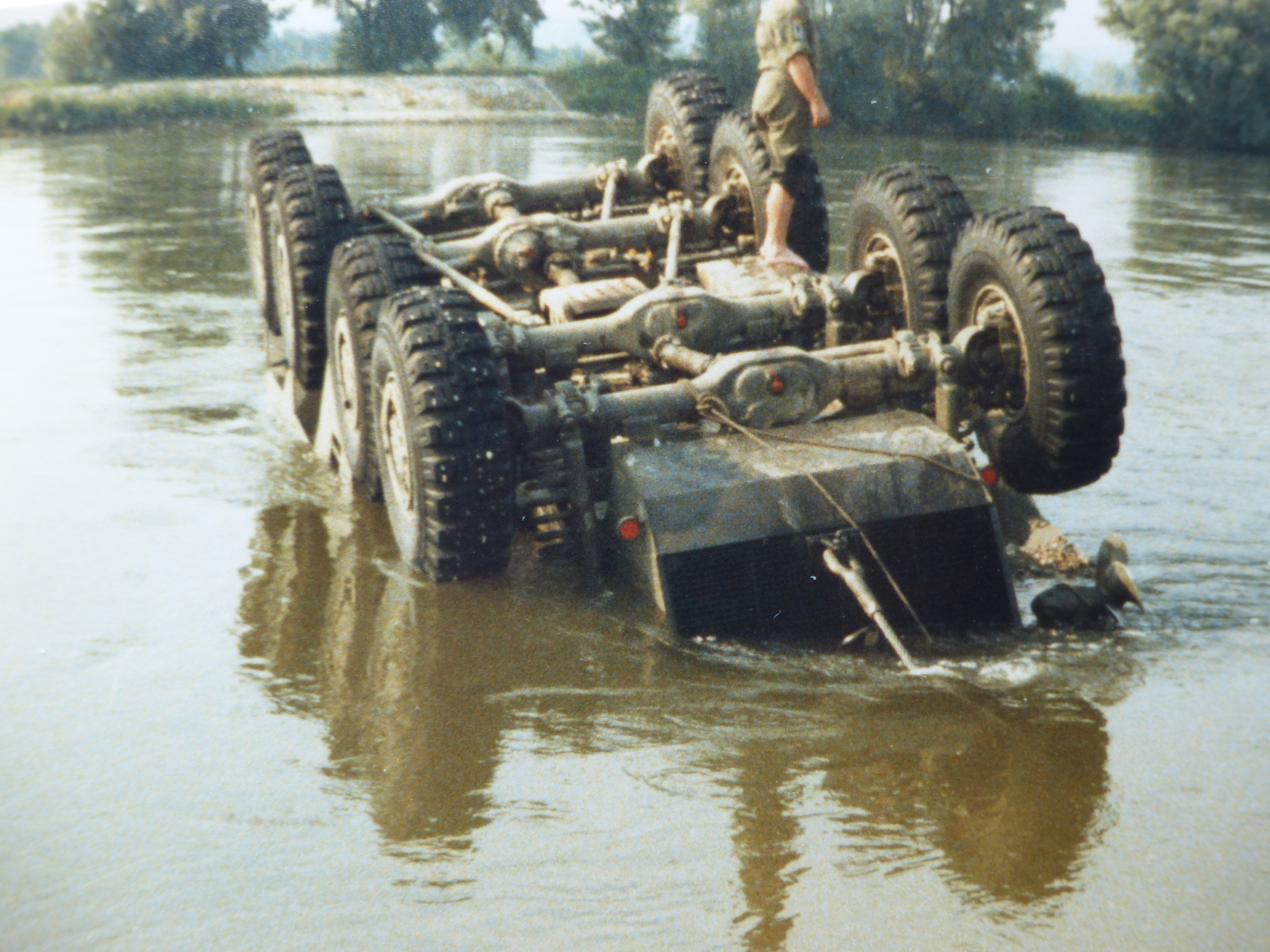
Un blindé Spähpanzer 2 Luchs se renversant d'une tentative de traversée du Danube en 1986.

Selon la gravité de ses conséquences et le nombre de personnes touchées, un accident pourra être appelé :
- incident, si ses conséquences sont jugées bénignes (la notion de gravité est complexe et liée à l’acceptation sociale des conséquences). Ce terme peut s’utiliser sans connotation négative, comme dans la Clinamen ;
- catastrophe (environnementale, technologique, sanitaire...), si l'accident est de grande ampleur et touche un grand nombre de personnes (un exemple est la catastrophe de Tchernobyl) ;
- Accident de masse[2], autrefois liés aux séismes, éruptions volcaniques, inondations ou épidémies, ils sont souvent maintenant des accidents technologiques et aussi des accidents majeurs et évitable bien que d'origine non-intentionnelle ; L'accident de masse est un nouveau type d'accident, « dont l’ampleur et la gravité peuvent être comparées aux cataclysmes naturels » ; la juriste Élodie Calvo donne dans sa thèse Accidents de masse et responsabilité pénale comme exemples d'« accidents de masse » la catastrophe de Minamata, la catastrophe de Bhopal, les explosions de réacteurs nucléaires des centrales de Tchernobyl puis de Fukushima, l'effondrement du Rana Plaza... et pour la France : l'explosion de l'usine AZF, la collision ferroviaire de Brétigny-sur-Orge, l'affaire de l'hormone de croissance en France, le scandale du Mediator, l'exposition au chlordécone dans les Antilles françaises, le naufrage de l'Amoco Cadiz, de l’Erika... L'accident de masse impacte une « masse » (notion polysémique puisque selon le dictionnaire c'est « une accumulation de nombreux éléments distincts (mais généralement de même nature) réunis en un ensemble perçu comme une totalité ») ; ce type d'accident affecte donc une « pluralité d’éléments » voire un élément très vaste (atmosphère, eau...). L'utilisation de la notion d'accident de masse permet cependant une approche plus globale du collectif et de l'environnement, alors que la justice pénale s'est traditionnellement plutôt penchée sur le cas des individus[2].

L’accident peut être de nature physique :
- une collision (non voulue) entre deux automobiles ;
- une balle perdue entraînant la mort ou l’invalidité d'une personne ;
- une explosion non intentionnelle due, par exemple, à une défaillance technique.

Il peut aussi être d'une nature intellectuelle ou informationnelle :
- la révélation accidentelle d'un secret ;
- une mésentente sur un sujet (incident diplomatique).

## Prise en compte, retours d'expérience

Incidence des accidents (d'une gravité suffisante pour avoir induit une consultation médicale, par type d'activité, au Danemark en 2002). Bleu : accidents domestiques et du temps libre ; vert : accidents du travail ; rouge : accidents de la circulation

L’analyse des accidents et de leurs statistiques est largement utilisée pour évaluer les sanctions civiles et/ou pénales éventuelles, et pour - via le retour d'expérience, prendre des mesures :
- de prévention, afin de diminuer leur probabilité d'occurrence ;
- de protection, afin de limiter leurs conséquences ;
- de réparation/compensation, pour réparer les dégâts environnementaux ou humains lorsque cela est possible.

Dans l'industrie et la construction on cherche à limiter le risque d’accidents, notamment lors de la réalisation de nouveaux bâtiments, ouvrages d'art, infrastructures, installations, moyens de transport, équipements, produits, etc., par le respect de procédures de gestion préventive du risque (ex : HACCP et de dispositions techniques et réglementaires, ou nécessaires en fonction d'un contexte particulier (ce qui est déterminé par les études de sécurité) pour atteindre les objectifs de sécurité contractuels.
Souvent l'accident a des origines humaines supposées "évitables" (fatigue, inattention, imprévoyance, manque de qualifications, inadéquation des moyens techniques, financiers ou humains...). Des essais de sécurité permettent, dans une certaine mesure, d'assurer de la validité de la conception ou de la réalisation d'un produit, d’une machine, d’un ouvrage, d'une procédure, etc. C’est le cas notamment pour les engins de manutention (par exemple, un pont-roulant), qui ne pourront être mis en service avant un essai de manutention effectué avec une charge supérieure à la charge nominale de l’engin.

## Roman, nouvelle
- Inadvertance est une nouvelle d’Anton Tchékhov parue en 1887.